# 狭叶藤五加
狭叶藤五加（学名：Eleutherococcus leucorrhizus var. scaberulus）为五加科五加属藤五加的变种。分布在中国大陆的江西、甘肃、四川、云南、湖南、浙江、长江流域、广东、贵州、安徽、陕西、湖北等地，生长于海拔1,000米至3,000米的地区，多生在灌木林中，目前尚未由人工引种栽培。